# Kolbasti
Kolbasti er en dans som er brugt i tyrkiske bryllupper. Den opstod i 1930'erne i havnen i Trabzon på sortehavskysten i det nordøstlige Tyrkiet.